# Tito El Bambino
Pour les articles homonymes, voir Tito (homonymie).
 Tito El Bambino (Nom de scène de Efraín David Fines Nevares), né en 1981, alias Tito est un chanteur portoricain de reggaeton originaire de Carolina.
Il forme pendant douze ans avec Héctor El Bambino le duo reggaeton Héctor y Tito connu sous le nom de scène Los Bambinos. Ils se connaissent depuis leur enfance.

## Biographie
Tito veut se montrer beaucoup moins controversé que beaucoup d'autres artistes de reggaeton en ce sens que les paroles de ses chansons sont moins choquantes sur le contenu.
Efraín Tito Fines Nevárez  prend  part à une campagne appelée Au rythme de la jeunesse qui invite à lutter contre le décrochage scolaire, l'utilisation des drogues et à la lutte contre la violence.
Tito El Bambino abandonnera à partir de 2006 la ligne romantique avec la chanson  Esta noche, qui fera partie de la nouvelle production The Benjamin, de Luny Tunes.
En 2007, il sort Siente El Boom (Ft. De la ghetto y Jowell & Randy)
Il fait un featuring avec Beenie Man dans Flow Natural de Top of the line.
En 2010, sa chanson " El Amor ", écrite avec Joan Ortiz Espada, a été nommée Chanson latine de l'année par la American Society of Composers, Authors and Publishers (ASCAP). Il a été récompensé compositeur de l'année à l'ASCAP 2011.

## Discographie

### Top of the line(2006)
1. Intro
2. Caile
3. Mi Chica Rebelde
4. Mia (feat. Daddy Yankee)
5. Secreto
6. Maximo
7. Tu Cintura (feat. Don Omar)
8. Me Da Miedo
9. Reto
10. Peligro
11. Flow Natural
12. Sera
13. Te Extraño
14. Donde Estan
15. Corre Y Dile

### It's My Time(2007)
1. Intro
2. El Tra
3. La Pelea
4. Fans Featuring R.K.M. & Ken Y
5. El Bum Bum
6. Ultimo Abrazo
7. Booty Featuring Pharrell
8. Novio Imaginario
9. Solo Dime Que Si
10. La Busco Featuring Toby Love
11. En La Disco
12. Esto Se Baila Asi
13. El Mambo De Las Shorty's
14. No Quiero Soltarte
15. Sol, Playa Y Arena
16. La Gloria Es Tuya

### Top Of The Line: El Internacional(2007)
1. Intro
2. Bailarlo
3. Voy A Mi
4. Enamorando
5. Calentándote
6. Siente El Boom (feat.De La Ghetto,Jowell & Randy)
7. Caile
8. Mi Chica Rebelde
9. Mia (feat. Daddy Yankee)
10. Secreto
11. Tu Cintura (feat. Don Omar)
12. Me Da Miedo
13. Reto
14. Peligro
15. Flow Natural (feat. Beenie Man & Deevani)
16. Será
17. Dónde Están
18. Corre Y Dile
19. Sonsoneo
20. Tuve Que Morir (Outro)

### El Patrón(2009)
1. El Amor
2. Suéltate
3. Mata
4. Desnúdate
5. Mi Cama Huele A Ti (feat. Zion & Lennox)
6. Piropo
7. Baila Sexy
8. Perfúmate
9. Te Comencé A Querer
10. Agárrala (feat. Plan B)
11. Te Extraño
12. Under
13. Se Me Daña La Mente
14. Somos Iguales

### Invencible(2011)
1. Llueve el amor
2. Llama al Sol
3. Barquito
4. Máquina del tiempo (feat. Wisin y Yandel)
5. Éramos niños (Feat. Gilberto Santa Rosa & Héctor Acosta)
6. Chequea cómo se siente (Feat. Daddy Yankee)
7. Basta ya
8. Quiero besarte (Feat. J King & Maximan)
9. Ella es libre
10. Dime cómo te va (Feat. El Bambi)
11. Basta ya (Pop) (Feat. Noel Schajris)
12. Apaga la luz
13. Candela
14. Llueve el amor (Versión Banda) (Feat. Banda El Recodo)

### Invicto(2012)
- 1.Por Que Le Mientes (feat Marc Anthony)
- 2. Me Fascinas
- 3. Dime Si No Es Verdad
- 4. Tu Olor
- 5. Ahora No Sé
- 6. Me Gustas (feat Yandel)
- 7. Alzo Mi Voz, (feat Tercer Cielo))
- 8. El No Te Lo Hace Como Yo
- 9. Llegaste Tú
- 10. Que Ellos Pretenden
- 11. Dame La Ola (Salsa Version), (feat Tito Nieves)
- 12. Dámelo
- 13. Dame La Ola
- 14. Por Que Le Mientes, (Radio Versión), (feat. Marc Anthony)

### Alta jerarquía(2014)
- 1. Sólido
- 2. Como antes (feat Zion & Lennox)
- 3. Controlando
- 4. A que no te atreves (feat Chencho)
- 5. Adicto a tus redes (feat Nicky Jam)
- 6. Miénteme (feat Antony Santos)
- 7. Él está celoso
- 8. Adicto al sexo (feat Randy)
- 9. Contigo
- 10. Qué les pasó (feat Vico C)
- 11. Compromiso (feat Alexis & Fido)
- 12. La calle lo pidió (feat Cosculluela)
- 13. Ricos y famosos, (feat Wisin y Ñengo Flow)
- 14. A que no te atreves (remix)(con Chencho, Daddy Yankee y Yandel)
- 15. Gatilleros (feat Cosculluela)
- 16. Hay que comer (feat Andy Montanez)

### El muñeco(2020)
- 1. I Love You (con Jay Wheeler)
- 2. Se Va (con Farruko)
- 3. Tímida (con Chencho Corleone)
- 4. Baila Morena (con Justin Quiles)
- 5. Sexy Sensual (con Cosculluela)
- 6. Ok (con Akon & Mariah y IAmChino)
- 7. Por Ti (con Lenny Tavarez)
- 8. Soltero (con Kiko El Crazy & Chael Produciendo)
- 9. Sé Que Te Perdí (con Zion & Lennox)
- 10. ¿Por Qué Me Buscas?

## Filmographie
- 2006 : La última noche